# Wapen van Ukkel

Het wapen van Ukkel

Het wapen van Ukkel werd op 28 juli 1819 aan de Brusselse gemeente Ukkel toegekend.

## Blazoenering
De blazoenering van het wapen luidt als volgt:
Van blaauw, beladen met het beeld van St. Pieter van goud.
Het wapen is in de zogenaamde Nassause kleuren: een blauw veld met geheel gouden voorstelling. Op het wapen staat de parochieheilige Sint Pieter, met in zijn rechterhand een sleutel en in zijn linkerhand een bisschopsstaf.

## Geschiedenis
Het wapen werd in 1813 door de burgemeester aangevraagd, omdat deze geen kleuren heeft opgegeven werd het wapen door koning Willem I op 28 juli 1819 in de Rijkskleuren toegekend.
Op historische zegels van de stad Ukkel staat de patroonheilige zittend op een troon afgebeeld. In 1913 heeft toenmalig burgemeester, Paul Errera, getracht om het wapen aangepast te krijgen naar hoe de oude zegels waren. De zegels die de gemeente voor de Franse tijd gebruikte toonden ook Sint Pieter, maar dan zittend op een troon. In 1925 werd besloten om het zegel van Ukkel aan te passen, maar het wapen ongewijzigd te laten.